# Datorspelsåret 2023
Datorspelsåret 2023 visas här med spel utgivna per månad.

## Utgivningar
| Månad             | Dag | Titel                                     | Plattform(ar)                                                              | Källa |
| J A N U A R I     | 13  | One Piece Odyssey                         | PC, PlayStation 4, Playstation 5, Xbox Series X                            | [ 1 ] |
| J A N U A R I     | 19  | Persona 3 Portable                        | Nintendo Switch, PC, PlayStation 4, PlayStation 5, Xbox One, Xbox Series X | [ 2 ] |
| J A N U A R I     | 19  | Persona 4 Golden                          | Nintendo Switch, PC, PlayStation 4, PlayStation 5, Xbox One, Xbox Series X | [ 2 ] |
| J A N U A R I     | 20  | Fire Emblem Engage                        | Nintendo Switch                                                            | [ 3 ] |
| J A N U A R I     | 24  | Forspoken                                 | PC, PlayStation 5                                                          | [ 4 ] |
| J A N U A R I     | 25  | Hi-Fi Rush                                | PC, Xbox Series X                                                          | [ 5 ] |
| J A N U A R I     | 27  | Dead Space                                | PC, PlayStation 5, Xbox Series X                                           | [ 6 ] |
| F E B R U A R I   | 23  | Company of Heroes 3                       | PC, PlayStation 5, Xbox Series X                                           | [ 7 ] |
| M A R S           | 17  | WWE 2K23                                  | PC, PlayStation 4, PlayStation 5, Xbox One, Xbox Series X                  |       |
| A P R I L         | 21  | Dead Island 2                             | PC, PlayStation 4, PlayStation 5, Xbox One, Xbox Series X                  |       |
| M A J             | 5   | Hogwarts Legacy                           | PlayStation 4, Xbox One                                                    |       |
| J U N I           | 30  | Vaudeville                                | PC                                                                         |       |
| J U L I           |     |                                           |                                                                            |       |
| A U G U S T I     | 3   | Baldur's Gate 3                           | PC                                                                         |       |
| S E P T E M B E R | 6   | Starfield                                 | PC, Xbox Series X                                                          |       |
| O K T O B E R     | 5   | Assassin's Creed Mirage                   | PC, PlayStation 4, PlayStation 5, Xbox One, Xbox Series X                  |       |
| N O V E M B E R   | 17  | Warhammer: Age of Sigmar – Realms of Ruin | PC, PlayStation 5, Xbox Series X                                           |       |
| D E C E M B E R   | 7   | Avatar: Frontiers of Pandora              | PC, PlayStation 5, Xbox Series X                                           | [ 8 ] |
| D E C E M B E R   | 8   | The Finals                                | PC                                                                         |       |